# Ramża

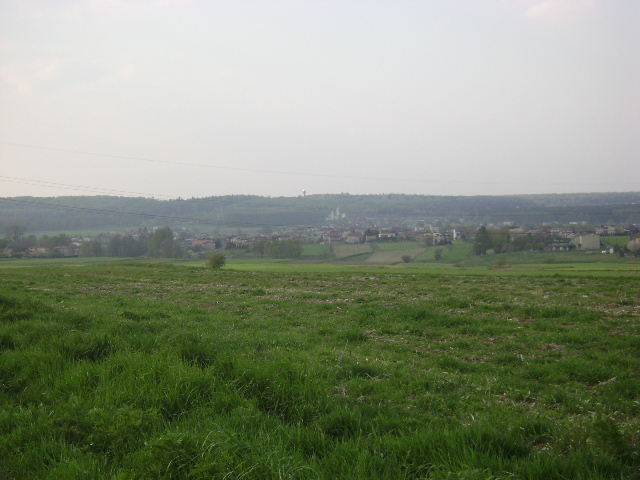
Bełk, w tle wzgórze Ramża

Ramża – wzgórze o wysokości 325 m n.p.m., najwyższe naturalne wzniesienie Płaskowyżu Rybnickiego (341.15) na granicy gmin Czerwionka-Leszczyny i Orzesze. Porośnięte lasem, w tym, w pobliżu kulminacji, stuletnimi bukami. Lokalnie najczęściej nazywana zdrobniale Ramżulą. W 1996 r. na Ramży uruchomiono w pobliżu jej wierzchołka 35-metrową wieżę dopplerowskiego radaru meteorologicznego IMGW działającego w sieci POLRAD.
Według legendy wzgórze było siedzibą szlachcica-rozbójnika o tym samym imieniu, ale wiadomo, że imię czy przezwisko Ramsch nosił rycerz wymieniany w historii wsi Dębieńsko u podnóża wzniesienia. Na zboczach ślady po wydobywaniu węgla kamiennego (w pobliżu wychodnie), stąd legendy o podziemnym połączeniu Ramży z zabytkowym kościołem na Górce św. Wawrzyńca w Orzeszu (legendy orzeskie umieściły tam innych rozbójników). 